# Бухуши
Бухуши (рум. Buhuși) град је у у источном делу Румуније, у историјској покрајини Молдавија. Бухуши је пети по важности град у округу Бакау.
Бухуши према последњем попису из 2002. има 18.746 становника.

## Географија
Град Бухуши налази се у средишњем делу Румунске Молдавије. Град је смештен на реци Бистрици. Од седишта округа, града Бакауа, Бухуши је удаљен око 27 km северозападно. Западно од града се пружа планинско подручје Карпата.

## Становништво
У односу на попис из 2002., број становника на попису из 2011. се смањио.
| 1966.  | 1977.  | 1992.  | 2002.  | 2011.  |
| ------ | ------ | ------ | ------ | ------ |
| 15.341 | 20.148 | 21.621 | 21.993 | 14.562 |

Румуни чине већину становништва Бухушија, а од мањина присутни су само Роми.